# Saltangará
Saltangará es una localidad de las Islas Feroe, Dinamarca, ubicada en la isla Eysturoy. Es la sede del ayuntamiento de Runavík.
Estadísticamente, es la localidad más poblada del municipio de Runavík, al contar 970 habitantes en 2011. Sin embargo, está totalmente inmersa en una aglomeración de más de 3.000 habitantes que se extiende a lo largo de más de 10 km en la orilla oriental del Skálafjørður. Saltangará se encuentra en el centro de esta aglomeración, colindando al norte con Glyvrar y al sur con Runavík.